# Židovská čtvrť v Rakovníku

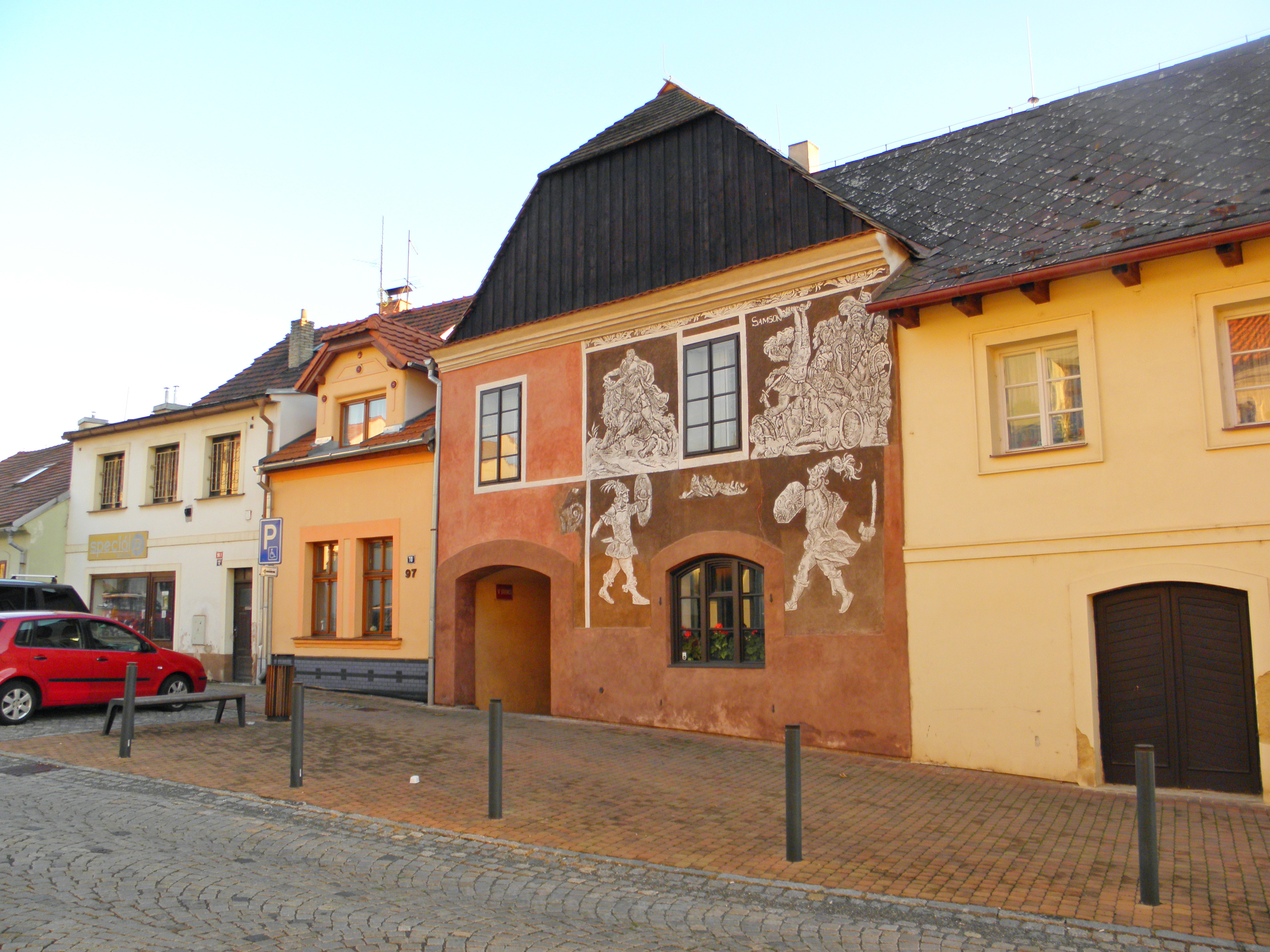
Ghetto, Vysoká ulice se Samsonovým domem

Židovská čtvrť v Rakovníku (německy dříve Rakonitz, hebrejsky ראקאניץ), městě na západě Středočeského kraje, existuje již od 17. století. Předtím zde žilo jen několik židovských rodin.

## Historie
Vznik židovského ghetta v Rakovníku je všeobecně datován do roku 1678. V roce 1727 tu byly tři budovy, v polovině 19. století již deset budov, později více. Z tohoto bývalého ghetta na severním okraji centra města (zhruba ulice Vysoká, V Brance, Grillova a U Hluboké studny) zůstalo dodnes zachováno jen přibližně deset domů, včetně tzv. Samsonova domu, zdobeného sgrafitem. Jedná se o nejlépe dochovanou renesanční budovu města. Nachází se zde také rakovnická synagoga, vybudovaná v barokním stylu v šedesátých letech 18. století a vícekrát rekonstruovaná, která dnes slouží jako koncertní síň a je ve správě rakovnické Rabasovy galerie. Od Husova náměstí čtvrť oddělovala dřevěná brána, zbořená až za druhé světové války.
Od roku 2010 probíhala v několika fázích důkladná sanace zbytků židovské čtvrti. Mimo rekonstrukci budov byly v této oblasti města odstraněny např. asfaltované silnice, které nahradila kamenná dlažba.